# Vinohrady nad Váhom
Vinohrady nad Váhom é um município da Eslováquia, situado no distrito de Galanta, na região de Trnava. Tem 10,7 km² de área e sua população em 2018 foi estimada em 1.606 habitantes.

## Demografia
| Ano:        | 1994 | 2004   | 2014   | 2024   |
| ----------- | ---- | ------ | ------ | ------ |
| Broj ljudi: | 1445 | 1515   | 1538   | 1678   |
| Razlika:    |      | +4,84% | +1,51% | +9,10% |

| Ano:               | 2023 | 2024   |
| ------------------ | ---- | ------ |
| Número de pessoas: | 1669 | 1678   |
| Diferença:         |      | +0,53% |